# Phyllonorycter latus
Phyllonorycter latus är en fjärilsart som beskrevs av Davis och Gerfried Deschka 2001. Phyllonorycter latus ingår i släktet guldmalar, och familjen styltmalar. Inga underarter finns listade i Catalogue of Life.